# Усатове (станція)
Усатове — проміжна залізнична станція Одеської дирекції Одеської залізниці.
Розташована в однойменному селищі Одеського району Одеської області на лінії Роздільна I — Одеса-Застава I між станціями Дачне (9 км) та Одеса-Застава I (6 км).
Станцію було відкрито 1951 року. Електрифіковано станцію у складі лінії Одеса-Застава І — Дачна 1973 року.